# Luigi Frisoni
Luigi Frisoni, né en 1760 à Vérone et mort le 10 janvier 1811 dans la même ville, est un peintre italien.

## Biographie
Luigi Frisoni est né en 1760 à Vérone. Il a d'abord fait son apprentissage avec Antonio Pachera (en). Il enseigne à l'académie locale des peintres.
Plusieurs fresques dans l'église de Sainte Marie Rocca Maggiore ont été peintes par lui; sa copie de la Cène de Léonard est conservée à la Casa Boldrini près de Saint Tomaso. 
Luigi Frisoni meurt le 10 janvier 1811 dans sa ville natale.